# Opgeheven atol
Een opgeheven atol (of verhoogde koraalatol of verhoogd koraaleiland) is een atol dat is opgeheven boven de zeespiegel door tektonische krachten. Het is een bijzonder geval van een hoog eiland. Een opgeheven atol is hoger dan een gewoon atol waardoor het opgeheven koraalrif niet meer wordt beïnvloed door de eroderende werking van stormen, golven en zeestromingen. Een verhoogd atol heeft echter nog alle kenmerken van een typisch (gewoon) atol zoals een gordel met levend koraal en de resten van een lagune in het midden. Die lagune ligt echter boven de zeespiegel. Na het ontstaan als typisch atol, met levend koraalrif en een lagune met zeewater, werd dit geheel opgeheven door tektonische opheffing wat onder meer kan worden veroorzaakt door vulkanisme. De lagune valt daardoor droog, verlandt en er vestigen zich steeds meer planten en bomen. Aan de buitenkant kan zich opnieuw een levend koraalrif vormen. Zeevogels nestelen op de ver boven de zee uitstekende kalksteenriffen en daardoor zijn zulke eilanden rijk aan guano.
In het Frans heet een opgeheven atol ook wel makatea, dat is de naam van het eiland Makatea in de Tuamotu-archipel in Frans-Polynesië. Makatea is een Polynesisch woord dat witte steen betekent. De Engelse term is raised reef.
Het grootste opgeheven atol ter wereld is Aldabra, in de eilandengroep Seychellen.

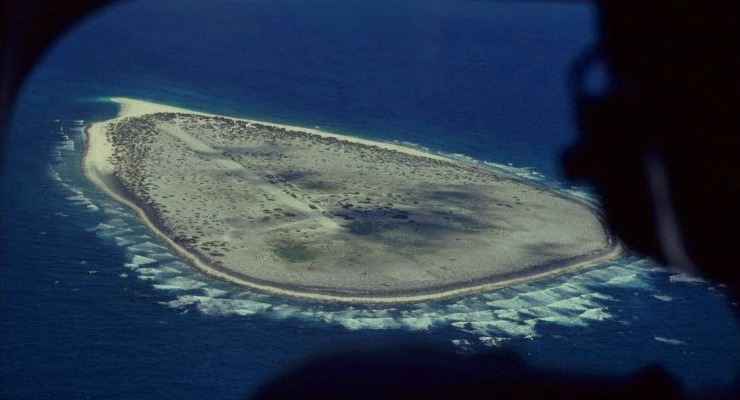
Luchtfoto van het opgeheven atol (Tromelin).
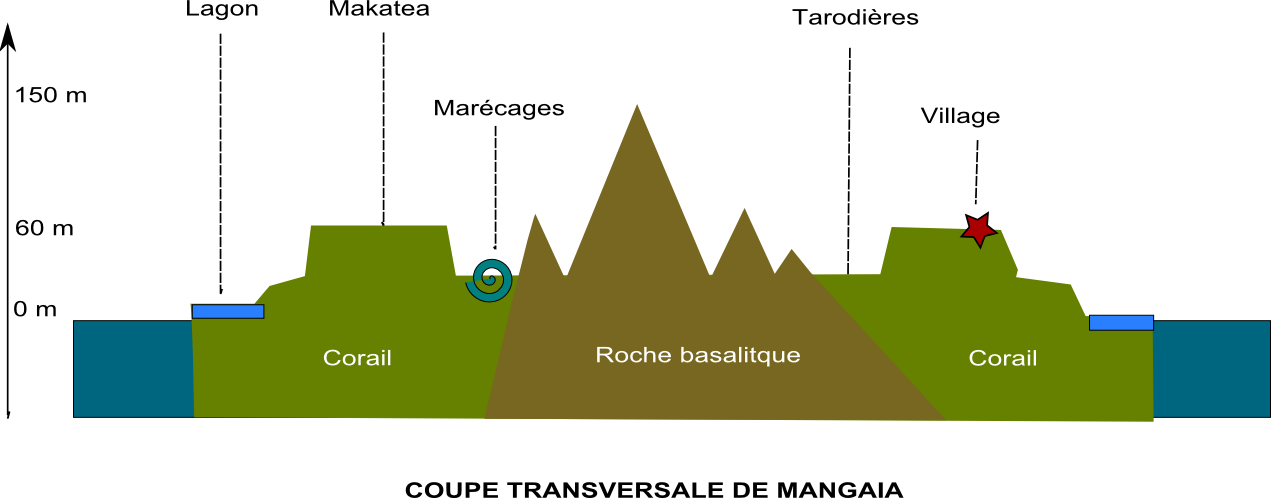
Doorsnede van het eiland Mangaia (groen:koraal; bruin:basalt van de vulkaantop)
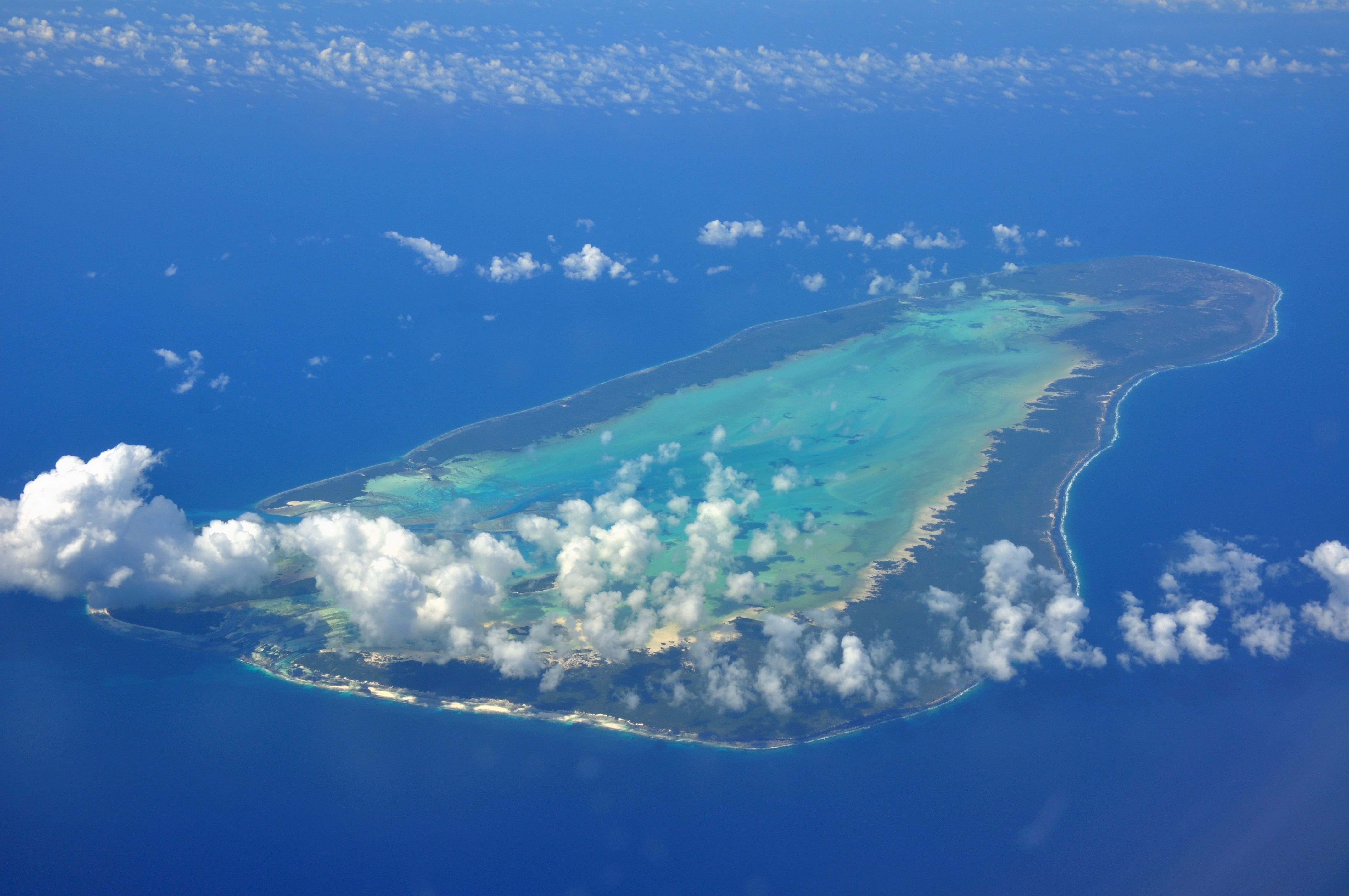
Het opgeheven atol Aldabra.

## Bron
- Dit artikel of een eerdere versie ervan is een (gedeeltelijke) vertaling van het artikel Gehobenes Atoll op de Duitstalige Wikipedia, dat onder de licentie Creative Commons Naamsvermelding/Gelijk delen valt. Zie de bewerkingsgeschiedenis aldaar.